# Canton d'Angers-Ouest
Le canton d'Angers-Ouest est une ancienne division administrative française située dans le département de Maine-et-Loire et la région Pays de la Loire.
Il disparaît aux élections cantonales de mars 2015, réorganisées par le redécoupage cantonal de 2014.

## Composition
Le canton d'Angers-Ouest se composait d’une fraction de la commune d'Angers et de deux autres communes. Il compte 34 739 habitants (population municipale) au 1er janvier 2012.
| Nom                | Code Insee | Intercommunalité          | Population (dernière pop. légale)                |
| ------------------ | ---------- | ------------------------- | ------------------------------------------------ |
| Angers (chef-lieu) | 49007      | CU Angers Loire Métropole | Fraction : 23 391(2012) Commune : 151 056 (2014) |
| Beaucouzé          | 49020      | CU Angers Loire Métropole | 4 980 (2014)                                     |
| Bouchemaine        | 49035      | CU Angers Loire Métropole | 6 575 (2014)                                     |

L'agglomération angevine se composait en 2014 de huit cantons : Angers-Centre, Angers-Est, Angers-Nord, Angers-Nord-Est, Angers-Nord-Ouest, Angers-Ouest, Angers-Sud et Angers-Trélazé.
L'ensemble de ces cantons comprenait les communes d'Andard, Angers, Avrillé, Beaucouzé, Bouchemaine, Brain-sur-l'Authion, Cantenay-Épinard, Écouflant, La Meignanne, La Membrolle-sur-Longuenée, Montreuil-Juigné, Pellouailles-les-Vignes, Le Plessis-Grammoire, Le Plessis-Macé, Saint-Barthélemy-d'Anjou, Saint-Lambert-la-Potherie, Saint-Sylvain-d'Anjou, Sarrigné, Trélazé, Villevêque.

## Géographie
Situé dans le centre du département, ce canton était organisé autour d'Angers dans l'arrondissement d'Angers. Sa superficie, était de moins de 81 km2, et son altitude varie de 11 mètres (Bouchemaine) à 88 mètres (Beaucouzé).
| Nom de la commune | Surface (ha) | Alt. mini (m) | Alt. maxi (m) |
| ----------------- | ------------ | ------------- | ------------- |
| Beaucouzé         | 1 934        | 21            | 88            |
| Bouchemaine       | 1 981        | 11            | 73            |
| Angers            | 4 270        | 12            | 64            |

## Histoire
Le canton d'Angers (chef-lieu) est créé en 1790. Initialement constitué en canton unique, il est éclaté en trois cantons en 1800 : Angers-Nord-Ouest (Angers-Ouest en 1964), Angers-Sud-Est (Angers-Sud en 1964) et Angers-Nord-Est. À sa création le canton d'Angers est rattaché au district d'Angers, puis en 1800 à l'arrondissement d'Angers.
En 1964 se rajoute un canton, pour en former au total quatre : Angers-Ouest, Angers-Sud, Angers-Nord, et Angers-Est (Angers-2 en 1973).

Puis en 1973, le redécoupage forma sept cantons, numérotés de 1 à 7 : Angers-1, Angers-2, Angers-3, Angers-4, Angers-5, Angers-6 et Angers-7.
C'est en 1982 que s'opère le dernier découpage : Angers-1 (1985, Angers-Nord-Est), Angers-2 (1985, Angers-Est), Angers-3 (1985, Angers-Sud), Angers-4 (1985, Angers-Centre), Angers-5 (1985, Angers-Trélazé), Angers-6 (1985, Angers-Ouest), Angers-7 (1985, Angers-Nord), Angers-8 (1985, Angers-Nord-Ouest).
Le canton d'Angers-Ouest date de 1982, sous la dénomination initiale d'« Angers VI ». Il se compose de la partie ouest du territoire d'Angers et des communes de Beaucouzé et Bouchemaine. Il prit le nom d'Angers-Ouest en 1985.
Dans le cadre de la réforme territoriale, un nouveau découpage territorial pour le département de Maine-et-Loire est défini par le décret du 26 février 2014. Le canton d'Angers-Ouest disparait aux élections cantonales de mars 2015.

## Administration
Le canton d'Angers-Ouest est la circonscription électorale servant à l'élection des conseillers généraux, membres du conseil général de Maine-et-Loire. Il est rattaché à la sixième circonscription de Maine-et-Loire.
| Période | Période | Identité     | Étiquette       | Qualité |
| ------- | ------- | ------------ | --------------- | --- |
| 1964    | 1998    | Jean Turc    | CNI puis UDF-PR | Horticulteur Maire d'Angers (1963-1977) Député (1956-1962)                                                                               |
| 1998    | 2011    | Hervé Carré  | PS puis SE      | Éducateur de rue puis dirigeant d'un service de prévention Adjoint au maire d'Angers                                                     |
| 2011    | 2015    | Fatimata Amy | PS              | Professeur de mathématiques Adjointe au maire de Bouchemaine puis conseillère municipale d'Angers Elue en 2015 dans le Canton d'Angers-3 |

### Résultats électoraux détaillés
- Élections cantonales de 2004 : Hervé Carre (PS) est élu au 2e tour avec 65,33 % des suffrages exprimés, devant Roselyne Branchereau-Massigoux (UMP) (34,67 %). Le taux de participation est de 61,96 % (12 930 votants sur 20 869 inscrits)[7].
- Élections cantonales de 2011 : Fatimata Amy (PS) est élue au 2e tour avec 61,14 % des suffrages exprimés, devant Caroline Fel (dvd) (38,86 %). Le taux de participation est de 38,63 % (8 588 votants sur 22 232 inscrits)[8].

## Démographie
| 1990   | 1999   | 2006   | 2011   | 2012   |
| ------ | ------ | ------ | ------ | ------ |
| 30 712 | 34 559 | 34 736 | 34 637 | 34 739 |